# Banjos banjos
Famille
Genre
Espèce
Banjos banjos est une espèce de poissons téléostéens. Elle est le seul représentant du genre Banjos et de la famille Banjosidae. On la trouve dans les eaux côtières de la partie ouest de l'océan Pacifique, du Japon jusqu'à la partie sud de la mer de Chine méridionale.
Il s'agit d'un poisson de petite taille (20 cm) au corps assez haut.